# Diaporthe crinigera
Diaporthe crinigera är en svampart som beskrevs av Ellis & Everh. 1890. Diaporthe crinigera ingår i släktet Diaporthe och familjen Diaporthaceae.   Inga underarter finns listade i Catalogue of Life.